# Nowe Kozery
Nowe Kozery (prononciation : [ˈnɔvɛ kɔˈzɛrɨ]) est un village polonais de la gmina de Grodzisk Mazowiecki dans le powiat de Grodzisk Mazowiecki de la voïvodie de Mazovie dans le centre-est de la Pologne.
Il se situe à environ 3 kilomètres à l'ouest de Grodzisk Mazowiecki (siège du powiat) et à 32 kilomètres au sud-ouest de Varsovie (capitale de la Pologne).
Le village possède approximativement une population de 370 habitants en 2006.

## Histoire
De 1975 à 1998, le village appartenait administrativement à la voïvodie de Varsovie.